# Blood Stain Child
A Blood Stain Child é uma banda japonesa de trance metal e death metal melódico da cidade de Osaka, Japão. A banda foi formada com o nome de "Visionquest" em 1999 e, posteriormente, re-formada com o nome de BLOOD STAIN CHILD, em 2000.

## Histórico
A Blood Stain Child foi formada em 2000 por Ryo (vocal, baixo), Ryu (guitarra), Daiki (guitarra), Aki (teclado) e Violator (bateria). Em Agosto de 2000, Blood Stain Child gravou seu primeiro demo, que consistia nas músicas "Silence of Northern Hell", "Requiem", e "Legend of Dark". A banda mandou essa demo para uma rádio e o DJ gostou tanto da música que recomendou a banda para uma gravadora, M&I Company, que acabou assinando com a Blood Stain Child.
Em 2001, a banda gravou duas músicas, "The World" e "Steel Flame", que foram usadas como música-tema por um lutador profissional, Kensuke Sasaki, e no 30º aniversário do NJPW, um grupo de luta profissional. Em Julho de 2002, Blood Stain Child lançou seu álbum de estúdio de estreia, Silence of Northern Hell no Japão pela M&I Company e na Coreia do Sul pela OneMusic. Em Outubro de 2002, Blood Stain Child foi a banda de abertura dos shows da Dream Evil, durante sua tour pelo Japão. Em Junho de 2003, Blood Stain Child lançou seu segundo álbum de estúdio, Mystic Your Heart, que foi co-produzido por Anssi Kippo, um popular produtor da Finlândia.
Em março de 2005, Daiki saiu da banda e foi substituído por Shiromasa em Abril. Nesse mesmo ano, Blood Stain Child lançou seu terceiro álbum de estúdio, IDOLATOR, co-produzido por Tue Madsen, um produtor da Dinamarca. Em 2006, Blood Stain Child assinou com a Dockyard 1 e lançou IDOLATOR na Europa em 27 de novembro de 2006. Idolator foi lançado, mais tarde, nos Estados Unidos pela Locomotive Records em 17 de julho de 2007.
Em abril de 2007, Blood Stain Child anunciou a entrada do novo vocalista, Sadew, e do novo guitarrista, G.S.R. Em 18 de julho de 2007, Blood Stain Child lançou seu quarto álbum de estúdio, Mozaiq no Japão, também co-produzido por Tue Madsen e com uma faixa bônus, "Ez do Dance". Ele foi, então, lançado na Europa em 20 de julho de 2007 com uma faixa bônus exclusiva, "Cosmic Highway", também presente na versão americana. A versão coreana conta com a faixa bônus "NUCLEAR TRANCE". Durante sua tour no Japão em agosto de 2007, a banda lançou um EP chamado "Fruity Beats".
Em 12 de junho de 2010, Ryu anunciou em seu blog oficial que Sadew se retirou da banda por motivos pessoais. Violator baterista deixou a banda, bem como, a fim de cuidar dos negócios da família. Em setembro, a banda anunciou novos membros: Sophia (da Grécia) nos vocais e Gami (ex.Youthquake) na bateria, a assinatura de um contrato com a gravadora italiana e japonesa Coroner Records label Pony Canyon.
Em abril de 2011, Blood Stain Child participou de um álbum de covers chamado Princess Ghibli - Imaginary Flying Machines, gravando as canções "Itsumo Nando Demo" (Spirited Away) e "Teru no Uta" (Tales from Earthsea). Em junho de 2011, a banda tocou no A-Kon, em Dallas, Texas, juntamente com D. [3] Mais tarde, naquele mesmo mês, a banda lançou seu quinto álbum de estúdio completo, Epsilon. A banda começou uma turnê japonesa de 19 agosto até 24 setembro. [4] Em dezembro de 2011, a banda se apresentou em Moscou, St. Petersburg, Ekaterimburg e Kiev.
Blood Stain Child realizada, como convidados especiais em Naka-Kon 2012, em Overland Park, Kansas, entre 10 e 12 de fevereiro.
Em março de 2012, a banda participou de outro álbum Princess Ghibli 2, gravando a canção "Ai wa Hana Kimi wa Sonotane" (Only Yesterday).E em 21 de julho, Sophia anunciou oficialmente que está deixando Blood Stain Child. [5] A nova cantora Kiki entrou para a banda em 3 de dezembro.Em Março de 2013 a banda da boas-vindas ao novo DJ/VJ(Makoto)ele ajudara a banda com as músicas e principalmente substituir Aki(tecladista da banda)em alguns shows,pois Aki está enfrentando problemas pessoais e familiares.Ainda em Março de 2013 a banda faz sua primeira aparição com Kiki e Makoto no Extreme Music Fest - [DEAD IN HORROR vol.62] em Fukuoka Japão.

## Estilo musical
Uma notável característica da Blood Stain Child é sua tendência a incorporar elementos e temas de dance e trance na sua música. O som da banda inclui vocais guturais complementados algumas vezes por vocais limpos e seu estilo musical é melhor classificado como uma mistura de In Flames, Children of Bodom e Soilwork. A banda cita influências como In Flames, Dark Tranquillity, HIM,Versailles, X Japan e Luna Sea.

## Membros

### Membros atuais
- Kiki - Vocal (2012-atual)
- Ryo – Baixo, vocal (2000–atual)
- Ryu Kuriyama – Guitarra (2000–atual)
- G.S.R – Guitarra (2007–atual)
- Aki – Teclado (2000–atual)
- Gami – Bateria (2010–atual)
- Makoto - DJ/VJ (2013-atual)

### Ex-Membros
- Daiki - Guitarra (2000–2005)
- Shiromasa - Guitarra (2005–2006)
- Sadew - Vocal (2006-2010)
- Violator - bateria (2000-2010)
- Sophia - Vocal (2010-2012)

## Discografia

### Demos e EPs
- Demo 2000 (2000) – Demo
- The World (2001) – Demo

### Álbuns
- Silence of Northern Hell (2002) - CD
- Mystic Your Heart (2003) - CD
- Idolator (2005) - CD
- Mozaiq (2007) - CD
- Epsilon (2011) - CD
- AMATERAS (2016) - CD

### Vídeoclipes
- "Silence of Northern Hell" de Silence of Northern Hell
- "Truth" de Idolator
- "Freedom" de Mozaiq
- Last Stardust de Last Stardust

### Músicas cover
- "True Blue" – Luna Sea
- "EZ Do Dance" – TRF (banda)